# Lạc Bình
Lạc Bình (tiếng Trung: 乐平市; bính âm: Lèpíng shì, Hán Việt:Lạc Bình thị) là một thành phố cấp huyện thuộc thành phố Cảnh Đức Trấn, tỉnh Giang Tây, Trung Quốc. Dân số khu vực trung tâm thành phố năm 2003 là 160.000 người.

## Hành chính
Lạc Bình được chia ra làm 18 đơn vị hành chính cấp hương, gồm 2 nhai đạo, 15 trấn và 1 hương. Ngoài ra thành phố này còn quản lí 2 đơn vị tương đương cấp hương khác
- Nhai đạo: Kịp Dương (洎阳街道), Tháp Sơn (塔山街道)
- Trấn: Trấn Kiều (镇桥镇), Lạc Cảng (乐港镇), Dũng Sơn (涌山镇), Chúng Phụ (众埠镇), Tiếp Độ 接渡镇), Hồng Nham (洪岩镇), Lễ Lâm (礼林镇), Hậu Cảng 后港镇), Tháp Tiền (塔前镇), Song Điền (双田镇), Lâm Cảng (临港镇), Cao Gia (高家镇), Danh Khẩu (名口镇), Ngô Khẩu (浯口镇), Thập Lý Cương (十里岗镇)
- Hương: Lô Tư (鸬鹚乡)

Đơn vị ngang cấp hương khác
- Khu nông nghiệp kĩ thuật cao (农业高新园)
- Khu công nghiệp Lạc Bình (江西乐平工业园区)